# Lucy Dahl
Lucy Dahl (Oxford, 4 augustus 1965) is een Brits scenarioschrijfster. Ze is de dochter van de Britse auteur Roald Dahl en de Amerikaanse actrice Patricia Neal. 

## Loopbaan
Ze is vooral bekend door het schrijven van het script voor de film Wild Child (2008), die geïnspireerd is op haar eigen ervaringen op de onafhankelijke school Abbot’s Hill in Hertfordshire en de opvoeding van haar dochters in Los Angeles. Dahl was adviseur bij de verfilming van Charlie and the Chocolate Factory, gebaseerd op het gelijknamige boek van haar vader. Daarnaast werkt ze voor het online voedsel- en wijnmagazine Zester Daily.

## Persoonlijk
Dahl is twee keer getrouwd geweest. Haar eerste huwelijk was met Michael Faircloth in 1987, met wie ze twee dochters heeft, Phoebe en Chloe. Het stel scheidde in 1991. Later trouwde ze in 2002 met John LaViolette, en zij scheidden in 2016.
- Gemeinsame Normdatei: 1024390438
- International Standard Name Identifier: 0000 0000 3151 0055
- Virtual International Authority File: 260086832
- WorldCat: E39PBJgRWdxh9qTmywmP6FKPQq